# Graptacme semistriata
Graptacme semistriata är en blötdjursart som först beskrevs av Turton 1819.  Graptacme semistriata ingår i släktet Graptacme och familjen Dentaliidae. Inga underarter finns listade i Catalogue of Life.